# Ofelia (postać)

Ofelia, John William Waterhouse, 1910

Ofelia – postać fikcyjna, bohaterka sztuki Williama Szekspira „Hamlet”, córka Poloniusza, siostra Laertesa, ukochana Hamleta, dwórka króla Danii.
Kobieta niezwykle wrażliwa, poddająca się działaniom ojca (okłamuje Hamleta na jego prośbę). Za sprawą Laertesa i Poloniusza odrzuca miłość księcia. Hamlet w pozornym szaleństwie nakazuje Ofelii zamknięcie się w klasztorze. Po informacji o śmierci ojca oraz wieści o porwaniu Hamleta przez piratów Ofelię ogarnia szaleństwo. Ginie, tonąc w jeziorze, prawdopodobnie popełniając samobójstwo.

## W kulturze popularnej
Francuska piosenkarka i autorka tekstów Nolwenn Leroy zainspirowała się Ofelią do swojej piosenki „Ophélia”, która pojawiła się na jej albumie „Ô Filles de l’eau” z 2012 roku.
Maria Pawlikowska-Jasnorzewska napisała wiersz "Ofelia", który został użyty jako tekst dwóch piosenek: 
- 2024: Man the Machine ft. WuWu "Ofelia"
- 2025: Sanah x Katarzyna Nosowka "Ofelia"

Halina Poświatowska napisała wiersz Mokra Ofelia.